# 여정의 끝
여정의 끝(Aces High)은 영국에서 제작된 잭 골드 감독의 1976년 전쟁, 드라마 영화이다. 말콤 맥도웰 등이 주연으로 출연하였다.

## 출연

### 주연
- 말콤 맥도웰
- 크리스토퍼 플러머
- 시몬 워드

### 조연
- 피터 퍼스
- 데이빗 우드

## 제작진
- 원작자: R.C. 쉐리프
- 협력프로듀서: 배질 키스
- 조감독: 데릭 크랙넬
- 미술: 시드 케인